# Міжштатна автомагістраль 19
Міжштатна автомагістраль 19 (Interstate 19, I-19) — міжштатне шосе з півночі на південь, яке повністю розташоване на території штату Аризона США. I-19 рухається від Ногалеса, приблизно 90 метрів (300 фут) від кордону з Мексикою до Тусона, на I-10. Шосе також проходить через міста Ріо-Ріко, Грін-Веллі та Сауаріта.
Маючи загальну протяжність трохи більше 102 кілометри (63 миля), I-19 є сьомою найкоротшою основною (двозначною) міжштатною магістраллю в суміжних 48 штатів, де лише I-87 (Північна Кароліна), I-97, I-86 (Айдахо), I-14, I-11 та I-2 коротші.
Хоча шосе коротке, це дуже важливий коридор, який служить швидким маршрутом від Тусона та Фенікса (через I-10) до кордону з Мексикою. Шосе є частиною американської ділянки коридору CANAMEX, торговельного коридору, який тягнеться на північ від Мексики через Сполучені Штати до канадської провінції Альберта.

## Опис маршруту

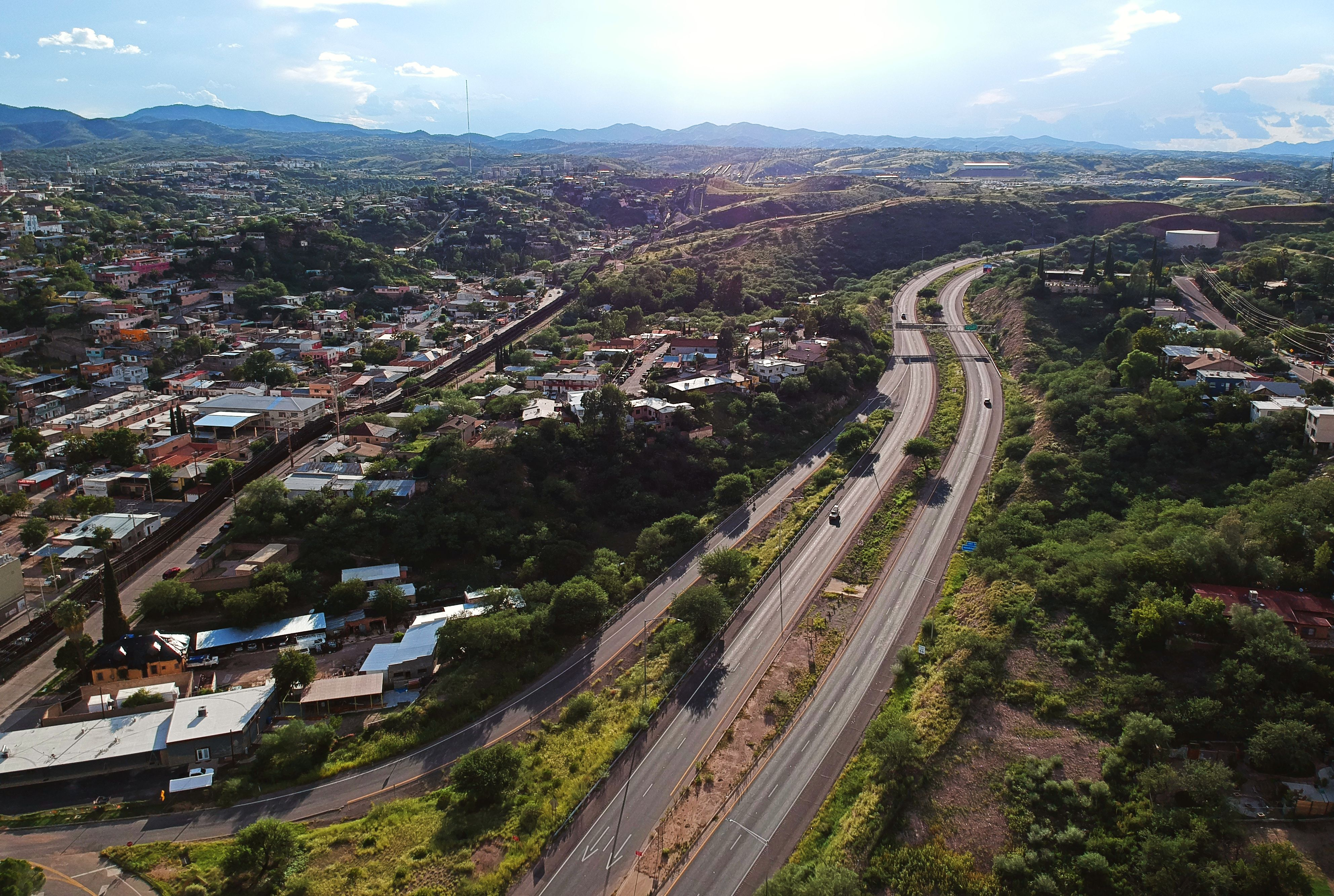
I-19 стає розділеною автострадою на захід від її південної кінцевої станції в Ногалесі, штат Аризона. Кордон США та Мексики проходить на південь від міжштатної автомагістралі (ліворуч від зображення).

У Ногалесі південна кінцева зупинка I-19 знаходиться на Вест-Кроуфорд-стріт, поруч із міжнародним портом в'їзду, і мандрівники, що прямують на південь, можуть продовжити рух до Ногалеса, Сонора, Мексика, через державні наземні дороги та з'єднатися з мексиканською федеральною трасою 15 (Фед. 15) або на південь, або на захід від Ногалеса, Сонора.

### Вивіски

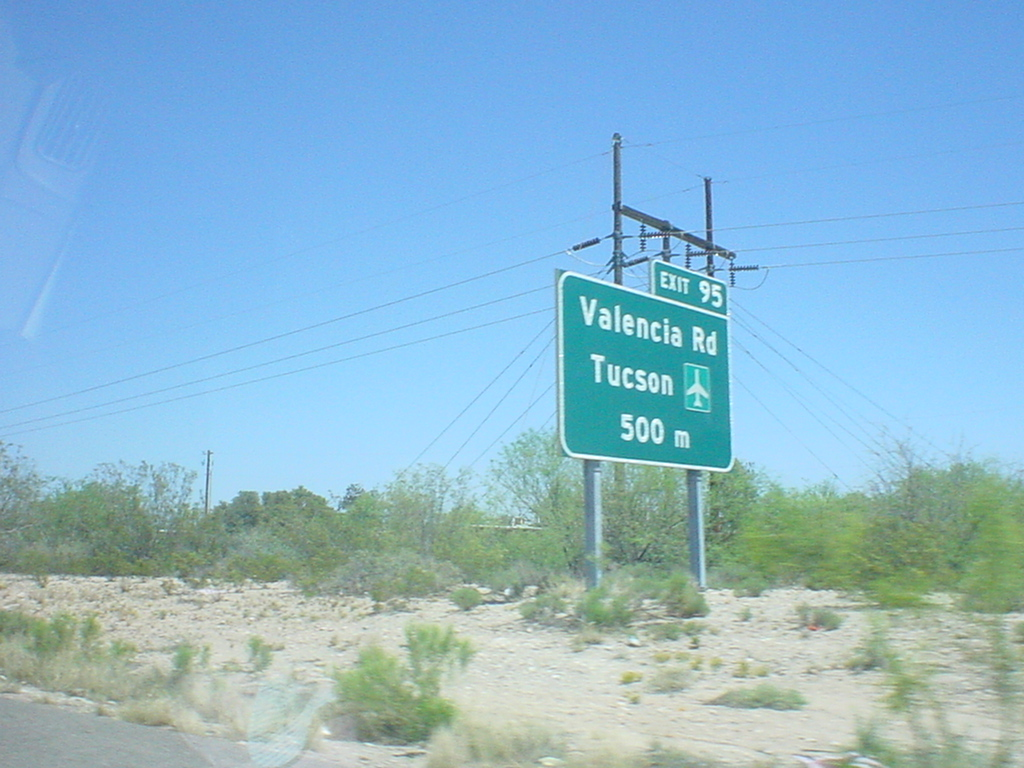
Попередній покажчик із метричними одиницями на I-19, встановлений у рамках реконструкції розв’язки Valencia Road

I-19 є унікальною серед міжштатних автомагістралей США, оскільки відстань зі знаком вказується в метрах (сотні чи тисячі як відстань до виїзду) або кілометрах (як відстань до пункту призначення), а не в милях. Проте знаки обмеження швидкості вказують швидкість у милях на годину. За даними Департаменту транспорту Аризони (ADOT), метричні знаки спочатку були розміщені через поштовх до метричної системи в Сполучених Штатах під час початкового будівництва шосе.
I-19 спочатку був підписаний, як він був побудований, у серії невеликих контрактів підписання, які використовували звичайні одиниці. У 1980 році ADOT уклала єдиний контракт на встановлення нових знаків, які використовували метричні одиниці, накладання виразів англійською мовою на деякі існуючі знаки виразами метричних одиниць, встановлення кілометрових стовпчиків і надання двомовних підписів у вибраних місцях. Схема підписів, яка використовувалася в 1980 році, передбачала чіткі одиниці на попередніх напрямних знаках, але не на знаках послідовності пересадки чи знаках підтвердження (відстані) після пересадки.

## Історія
Перші ділянки I-19, які було відкрито для руху, були 4.8 км., заглушка, від I-10 до Дорога Валенсії, у 1962 році та 3.2 км., ділянка в Зеленій Долині в 1963 році. Автомагістраль між Ріо-Ріко та Ногалесом, штат Аризона, була завершена в 1974 році. Основну ділянку між Зеленою Долиною та Ріо-Ріко було завершено в 1978 році. Офіційна дата завершення будівництва ділянки I-19 між Тусоном (км 100) і Грін Веллі був 12 лютого 1972 року. У звіті про проект за 1978 рік для ADOT весь проект I-19 вказано як «завершений», що включає сегменти між Зеленою Долиною та Ногалесом.

## Майбутнє
I-19 — це дуже інтенсивний коридор у районі метро Тусона. Зараз автомагістраль двосмугова в обох напрямках на всій своїй довжині, за винятком розв’язки з I-10, де вона чотирисмугова. Поточні плани передбачають розширення від Ірвінгтон-роуд до Аджо-Вей, щоб зробити автостраду трьома смугами в кожному напрямку. Майбутні плани включають розширення до п’яти смуг руху в кожному напрямку до 2030 року від перетину з I-10 до дороги Сан-Ксав’єр.

## Бізнес маршрути
Історично I-19 мав два бізнес-цикли, обидва з яких є колишніми частинами US 89, SR 93 і SR 789. Один зараз активний, а інший виведений з експлуатації. Обидва бізнес-шляхи зараз і раніше визнаються під непідписаним позначенням Arizona State Route 19 Business (також відома як Міжштатна бізнес дорога 19).

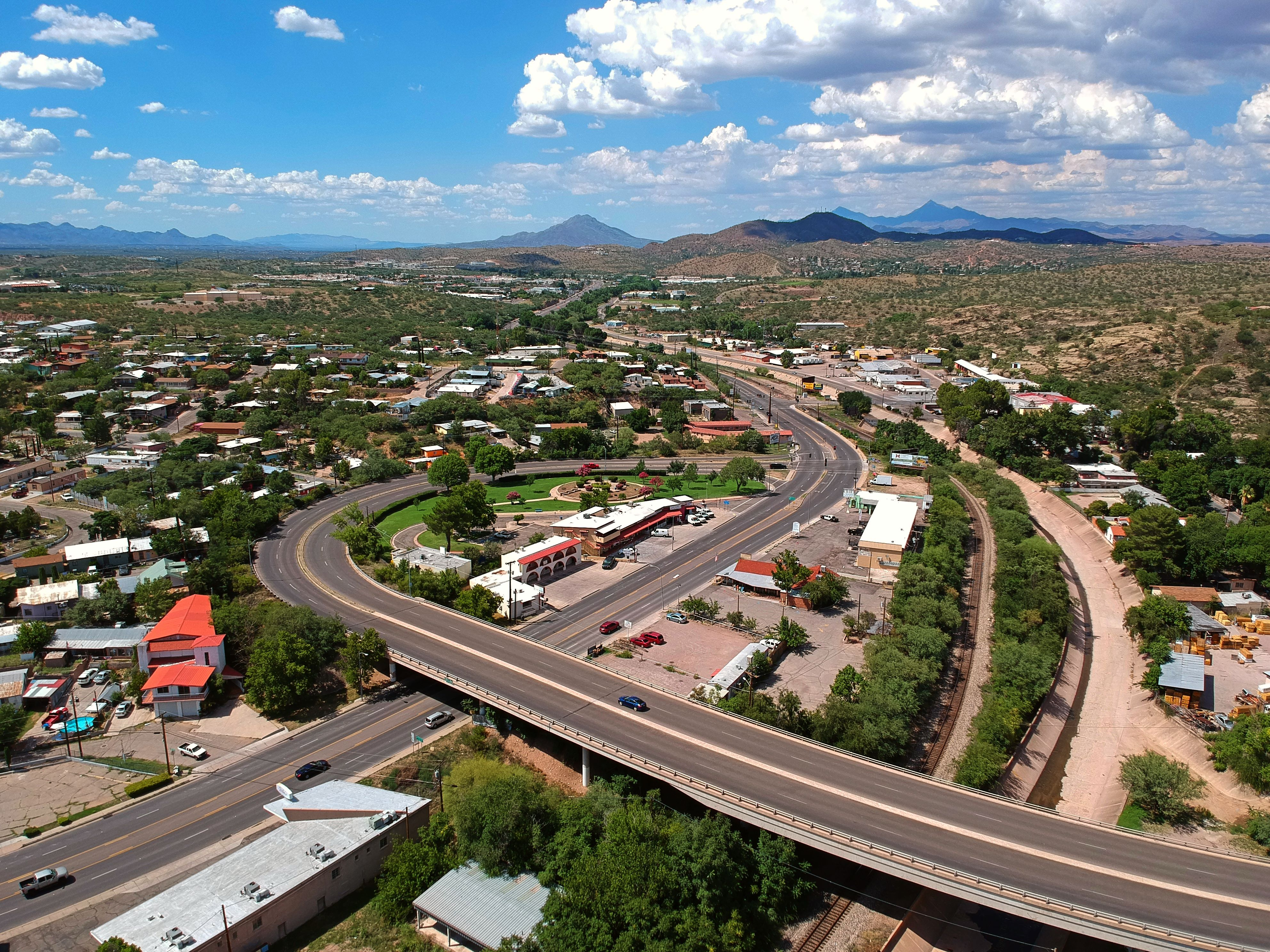
SR 19 Автобус. (Великий проспект) перехрестя з СР 82 в Ногалесі.

Державний діловий маршрут 19 (1) (також відомий як Автобус SR 19) починається на кордоні з Мексикою в Ногалесі біля південного кінця міжштатної автомагістралі. I-19 Business (I-19 Bus.) йде слідом за Гранд-авеню в Ногалесі та має перетини з SR 82 і SR 189 перед закінченням на I-19 на північ від Ногалеса. Маршрут пролягає за колишнім маршрутом US 89, SR 93 і SR 789, коли всі три магістралі проходили через південну Аризону. Маршрут введено в експлуатацію як автобус I-19. оскільки US 89 був виведений з експлуатації в південній Аризоні в 1992 році.